# Puig del Rossinyol (el Papiol)
El Puig del Rossinyol és una muntanya de 258 metres que es troba entre els municipis del Papiol, a la comarca del Baix Llobregat i de Sant Cugat del Vallès, a la comarca del Vallès Occidental.